# Troubsko
Troubsko (deutsch Strutz) ist eine Gemeinde in Tschechien. Sie liegt acht Kilometer südwestlich des Stadtzentrums von Brünn an dessen Stadtrand und gehört zum Okres Brno-venkov.

## Geographie
Troubsko befindet sich in der Troubsko-střelická kotlina am Übergang der nordwestlichen Ausläufer der Thaya-Schwarza-Talsenke zur Bobravská vrchovina. Das Dorf liegt unterhalb der Einmündung des Augšperský potok am Bach Troubský potok (Mühlbach). Im Norden erheben sich der Hradisko (333 m) und die Kohoutovická Baba (415 m), im Südwesten die Haneka (350 m) und westlich der Šibeník (428 m). Nördlich des Dorfes verläuft die Autobahn D1/E 55/E 65, die nächste Abfahrt 190 Brno-zapad liegt reichlich zwei Kilometer östlich des Ortes. Im südöstlichen Ortsrand führt die Bahnstrecke Hrušovany nad Jevišovkou–Brno vorbei.
Nachbarorte sind Veselka, Žebětín und Bystrc im Norden, Kohoutovice und Bosonohy im Nordosten, Nový Lískovec, Starý Lískovec und Ostopovice im Osten, Moravany und Nebovidy im Südosten, Střelice im Süden, Omice im Westen sowie Popůvky im Nordwesten.

## Geschichte
Zwischen dem Ende des 19. Jahrhunderts bis in die 1940er Jahre kam es in Trousko zu archäologischen Funden, die sich bis in die Altsteinzeit datieren lassen. Hinter dem Friedhof wurden im Jahre 1946 23 frühchristliche Gräber aufgefunden.
Die älteste schriftliche Erwähnung des Ortes erfolgte 1237 in einer Urkunde Wenzel I., in der Robert von Troubsko als Zeuge zeichnete. Der Ort war im Mittelalter zwischen verschiedenen Besitzern aufgesplittet. Zwischen 1317 und 1389 bestand in Troubsko ein Lehngut des Bistums Olmütz. 1349 kaufte der Prior Ludger des Brünner Dominikanerordens zusammen mit seiner Nichte Katharina einen Anteil des Dorfes, den der dem Brünner Herburgen-Kloster schenkte. Dieser Teil wurde nach der erfolgten Überführung des Besitzes des Herburgen-Klosters an das Jesuiten-Kolleg zwischen 1578 und 1581 an die Herrschaft Řečice angeschlossen. Der größere Anteil der Güter befand sich im weltlichen Besitz. Zu den Grundherren dieses Teil gehörten die Geschlechter von Křižínkov, Rohozov, Svojanov und die Vladike von Heršpice. In der ersten Hälfte des 16. Jahrhunderts erwarb Matthias Munk von Eibenschütz einen Anteil von Troubsko und ab 1573 das gesamte Dorf. Die Familie Munk hielt Strunz bis 1606. Ihnen folgten Karl der Ältere von Zerotein, Albrecht von Waldstein und Johann Rupert von Hausberg. 1709 erwarb Thomas Johann Sekora von Seckenberg das Freigut Strutz.
Die Seckenberger hielten Troubsko bis 1806. 1826 erwarb Leopold Hodák die Herrschaft.
Nach der Aufhebung der Patrimonialherrschaften bildete Troubsko/Strutz ab 1850 eine Gemeinde im Brünner Bezirk. 1856 wurde die Eisenbahnstrecke Střelice–Brünn eingeweiht. Nachfolgend entstand um die Bahnstation eine Ansiedlung. Dadurch erweiterte sich der Ort über die ursprünglich auf freiem Feld gestandenen Kirche weiter gegen Südost. In den 1850er Jahren entstand ebenfalls eine Schule. 1876 wurde Strutz zur Minderstadt erhoben. Im Jahre 1905 gründete sich die Freiwillige Feuerwehr. Nach dem Ersten Weltkrieg kaufte Friedrich von Hochberg das Gut Troubsko von Hugo und Josef Gabriel Ptáčník. 1911 entstand der Turnverein Sokol und zwei Jahre später der Orel. 1921 kam Troubsko zum Okres Brno-venkov. Zwischen 1930 und 1937 führte Rennfahrtstrecke des 29,1 km langen Brünner Rings, der später zu Ehren des Präsidenten Tomáš Garrigue Masaryk, als Masaryk-Ring bezeichnet wurde, durch Veselka. Start und Ziel war bei Bosonohy. 1948 wurde die Gemeinde dem Okres Brno-okolí zugeordnet. Zu dieser Zeit wurde nach der Machtübernahme der Kommunisten die Familie Hochberg enteignet. Nach dessen Aufhebung kam Popůvky 1961 zum Okres Brno-venkov zurück. Zwischen 1969 und 1972 erfolgte der Bau der Autobahn.

## Gemeindegliederung
Für die Gemeinde Troubsko sind keine Ortsteile ausgewiesen. Zu Troubsko gehörten die Ansiedlungen U Zastávky und Veselka (Weselka).

## Sehenswürdigkeiten

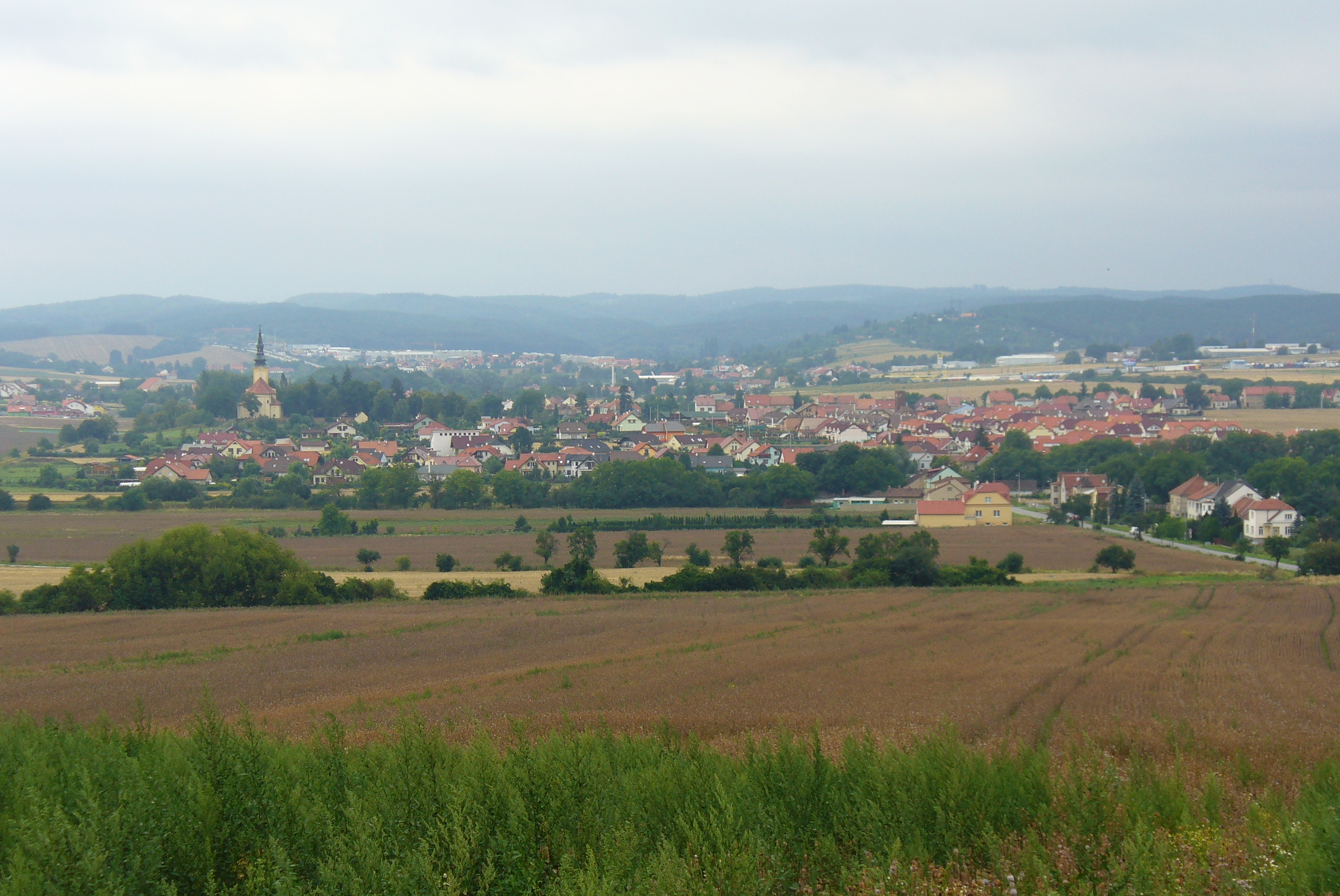
Ansicht des südwestlichen Teils von Troubsko mit der Kirche

- Pfarrkirche Mariä Himmelfahrt, der Barockbau wurde zwischen 1746 und 1758 auf Veranlassung von Anna Cäcilie von Seckenberg südwestlich von Trousko auf freiem Felde an der Stelle der alten Kirche aus dem 14. Jahrhundert errichtet. Sie wurde am 17. März 1779 durch Bischof Matthias Franz Chorinský von Ledska geweiht. Nach einem Brand wurde der Turm im Jahre 1796 erneuert. Die Kirche wurde 1958 in die Liste der Kulturdenkmäler aufgenommen.
- Kapelle Allerheiligen, die am südwestlichen Ende des Dorfangers gelegene spätbarocke Kapelle wurde in den Jahren 1795 bis 1798 unter Marie Cäcilie von Seckenberg errichtet. 1847 wurde in der Kapelle die aus der Pfarrkirche stammende Orgel installiert. Die Sakristei wurde 1889 angebaut. Die Kapelle ist ebenfalls seit 1958 als Kulturdenkmal geschützt.
- Schloss Troubsko, es entstand vor 1573 durch den Brünner Baumeister Antonio Gabri für Johann Munk an der Stelle einer gotischen Feste und eines seit dem Ende des 15. Jahrhunderts nachweislichen befestigten Hofes. 1766 wurde die Schlosskapelle der Unbefleckten Empfängnis Mariä erneuert. Das Schloss ist seit 1958 ein Kulturdenkmal. In den 1990er Jahren wurde das Schloss in Restitution an die Familie von Hochberg zurückgegeben. Das Bauwerk wird von einem mit Park mit Pavillon umgeben.
- Brauerei und Gasthof Veselka, der Komplex entstand 1791, nach dem ein Brand am 16. Juni 1790 die alte 1571 von den Munk von Strunz gegründete Brauerei und Mälzerei zerstört hatte. im Jahre 1872 wurde der Braubetrieb eingestellt.
- Dreifaltigkeitssäule an der Kirche, geschaffen 1787 von Andreas Schweigel, seit 1958 Kulturdenkmal, restauriert zwischen 1991 und 1992.
- Pfarrhaus
- Kreuz des hl. Cyrill und Method auf dem Dorfanger, errichtet 1891
- Kapelle der Jungfrau Maria in Veselka, erbaut 1909
- Naturreservat Bosonožský hájek, nördlich des Dorfes